# Alejandro Portal
Miguel Alejandro Portal Oliva (Quivicán, 21 ottobre 1995) è un calciatore cubano, centrocampista del Vaughan Azzurri.

## Carriera

### Club
Ha cominciato a giocare al Mayabeque. Nel 2016 è passato all'Isla de la Juventud. Nel 2017 si è trasferito al Cienfuegos. Nel 2018, dopo una breve militanza nel Mayabeque, è stato acquistato dal Pinar del Río.

### Nazionale
Ha debuttato in nazionale l'11 dicembre 2015, nell'amichevole Nicaragua-Cuba (1-0), subentrando ad Alexei Zuásnabar al minuto 87. Ha partecipato, con la nazionale, alla CONCACAF Gold Cup 2019.